# Logaritmo decimal

Representación geométrica del logaritmo decimal o común en coordenadas cartesianas.

En matemáticas, se denomina logaritmo decimal, logaritmo común o logaritmo vulgar al logaritmo cuya base es 10, por lo tanto, es el exponente al cual hay que elevar 10 (exponenciación) para obtener dicho número. Se suele denotar como log10(x), o a veces como log(x), aunque esta última notación causa ambigüedades, ya que los matemáticos usan ese término para referirse al logaritmo complejo. El logaritmo decimal fue desarrollado por Henry Briggs. Por el estándar ISO 31-11, el logaritmo decimal también se puede expresar como lg(x)

## Historia
Los logaritmos decimales a veces también se denominan «logaritmos briggsianos» por Henry Briggs, un matemático británico del siglo XVII. En 1616 y 1617 Briggs visitó en Edimburgo a  John Napier, el inventor de lo que ahora se llaman logaritmos naturales (en base e), con el fin de proponerle un cambio en sus logaritmos. Durante esas conversaciones se acordó la alteración propuesta por Briggs ; y después de su regreso de su segunda visita, se publicó el primer millar de sus logaritmos.
Debido a que los logaritmos en base 10 eran más útiles para los cálculos, los ingenieros generalmente escribieron simplemente «log(x)» cuando se referían a «log10(x)».  Los matemáticos, por su parte, escribían «log(x)»  cuando se referían a «loge(x)» para el logaritmo natural. Hoy en día, se encuentran las dos anotaciones. Puesto que las calculadoras electrónicas portátiles fueron diseñadas por ingenieros más que matemáticos, es costumbre que sigan la notación de los ingenieros.

## Definición histórico-algebraica
Sean 
progresión aritmética de razón 1
 progresión geométrica de razón 10. 
De modo que hay una correspondencia 1-1 entre estas dos sucesiones, definida por 
además tomando como exponente de 10 un elemento de la primera sucesión A, se obtiene su potencia que figura en la sucesión geométrica G. 
Luego se plantea la ecuación 
 para resolverla se plantea el concepto de logaritmo.
se lee  x es el logaritmo de 2 de base 10. También se llama a x logaritmo decimal de 2 o logaritmo vulgar de 2. Reemplazando a 2 por cualquier real positivo a se define el logaritmo decimal de tal número.

## Propiedades características
Observando la siguiente progresión geométrica
{\displaystyle {\begin{array}{ll}{10}^{0}=1&{10}^{-1}={\frac {1}{{10}^{1}}}=0.1\\{10}^{1}=10&{10}^{-2}={\frac {1}{{10}^{2}}}=0.01\\{10}^{2}=100&{10}^{-3}={\frac {1}{{10}^{3}}}=0.001\\{10}^{3}=1000,{\mbox{etc.}}&{10}^{-4}={\frac {1}{{10}^{4}}}=0.0001,{\mbox{etc.}}\end{array}}}
se puede deducir fácilmente las siguientes propiedades de los logaritmos de base 10:
- Los únicos números de este sistema cuyos logaritmos son enteros son las potencias de diez. Así:

{\displaystyle {\begin{array}{ll}\log _{10}{1}=0&\log _{10}{0.1}=-1\\\log _{10}{10}=1&\log _{10}{0.01}=-2\\\log _{10}{100}=2&\log _{10}{0.001}=-3\\\log _{10}{1000}=3,{\mbox{etc.}}&\log _{10}{0.0001}=-4,{\mbox{etc.}}\end{array}}}
- El logaritmo de todo número que no es potencia de 10 no es un entero, sino una fracción propia o un entero más una fracción propia o mantisa.

Como {\displaystyle \log _{10}{1}=0} y {\displaystyle \log _{10}{10}=1}, los números comprendidos entre 1 y 10 tendrán un logaritmo mayor a 0 y menor que 1; su logaritmo será un fracción propia.
{\displaystyle \log _{10}{2}=0.301030}
Como {\displaystyle \log _{10}{10}=1} y {\displaystyle \log _{10}{100}=2},  los números comprendidos entre 10 y 100 tendrán un logaritmo mayor a 1 y menor que 2; su logaritmo será 1 más una fracción propia.
{\displaystyle \log _{10}{15}=1+0.176091=1.176091}
Como {\displaystyle \log _{10}{100}=2} y {\displaystyle \log _{10}{1000}=3},  los números comprendidos entre 100 y 1000 tendrán un logaritmo mayor a 2 y menor que 3; su logaritmo será 2 más una fracción propia.
{\displaystyle \log _{10}{564}=2+0.751279=2.751279}

## Característica y mantisa
Todo número real positivo c se puede expresar como
donde h es un número real entre 1 y 10; t es un entero. y se tiene
A t se llama característica de {\displaystyle log_{10}c} y a {\displaystyle \log _{10}h,} mantisa de {\displaystyle log_{10}c}
1. La característica de un número comprendido entre 1 y 10 (excluido este) es cero. Es lógico ya que {\displaystyle \log _{10}1=0\,} y {\displaystyle \log _{10}10=1\,} entonces los números comprendidos entre 1 y otro menor que 10 serán decimales, con entero 0, que es su característica.
2. La característica de los números superiores o iguales a 10 será un número igual a la cantidad de cifras menos 1 del mencionado número. Así para 10, 20 o 30 su característica es 1; la de 150 es 2, etc.
3. La característica y mantisa de los logaritmos superiores a 1 será positiva.
4. La característica de los logaritmos entre 0 y 1 será negativa y su mantisa positiva.

Los logaritmos negativos se escriben en forma decimal con la característica subrayada seguido de la mantisa. Si un logaritmo negativo lo ponemos (–C, mantisa) indicaríamos que la mantisa es negativa; por eso se indica una línea horizontal encima de la característica, indicando que esta se tiene que restar y la mantisa sumar.